# SWAY (ラッパー)
SWAY（スウェイ、1986年6月9日 - ）は、日本のラッパー、俳優、クリエイター。DOBERMAN INFINITYのMC、劇団EXILEのメンバー。
北海道札幌市出身。身長180cm。血液型AB型。

## 略歴
中学でバスケットボール部に所属したことにより、NBA選手のアレン・アイバーソンの影響を受けヒップホップに興味を持つ。中学3年の時にナインティナインの岡村隆史とガレッジセールのゴリがブレイクダンスバトルをしたのをテレビで見て、その翌日からブレイクダンスを始め、グラフィックデザイン、ダンストラックを制作しリリックを書くようになりラップも始めた。16歳の時にSWAY名義でラッパーとして活動を開始。17歳の時にSHOKICHI、佐藤広大も在籍するクルーWILD STYLEに所属し3年間活動。
音楽の専門学校に1年通った後にワーキング・ホリデービザで19歳から21歳までカナダのトロントに留学。帰国後は25歳まで札幌のアパレルショップで働きながら活動。
2012年2月、活動拠点を札幌から東京に移す。SHOKICHIの紹介がきっかけとなりLDHに所属した、東京のLDH kitchenの居酒屋でアルバイトをしていて、お店に食事に来たHIROから「役者とかやればいい」と言われたことがきっかけで役者のレッスンを受け始め、同年8月、舞台『あたっくNo.1』で俳優デビュー。同年9月、劇団EXILEに加入し音楽活動と並行して俳優としても活動を開始。
2014年6月、DOBERMAN INFINITYとしても始動。
2016年4月、HONEST BOYZとしても始動。
2017年、クリエイティブユニット「N0IR（ノアール）」を結成。
俳優活動時は本名を使用していたが、2019年から俳優活動時もSWAY名義を使用する。

## 人物
- アクターズスタジオネットワーク本部校に通っていた[20]。
- 専門学校札幌ビジュアルアーツに通っていた[21]。劇団EXILEの青柳翔も同校に通っていた。専攻も学年も違ったため交流はなかったが、互いの存在は認識していたという[22]。
- 歌手の西島隆弘は幼馴染である[23]。
- 芸名の「SWAY」という名前の由来は携帯電話の英和辞書でSWAYという単語が目に入ってきたから[24]。

### 家族
- 一人っ子である[25]。
- 2021年11月6日に一般女性と結婚[26]。同年12月11日に第1子男児が誕生[27]。

## 参加グループ
- 劇団EXILE（2012年9月 - ）
- DOBERMAN INFINITY（2014年6月 -）
- HONEST BOYZ（2016年4月 - ）
- N0IR（2017年 - ）

## 作品

### シングル
|   | 発売日        | タイトル | 順位 |
| - | ------------- | -------- | ---- |
| 1 | 2017年11月1日 | MANZANA  | 5位  |

### 配信EP
| 発売日         | タイトル |
| -------------- | -------- |
| 2021年12月15日 | UNION    |

### 配信シングル
| 発売日         | タイトル                     |
| -------------- | ---------------------------- |
| 2019年2月14日  | チョコレート                 |
| 2019年10月2日  | ON FIRE                      |
| 2019年12月18日 | Angels                       |
| 2020年10月7日  | TALK                         |
| 2021年8月17日  | Summertime                   |
| 2024年10月9日  | Ordinary flow (feat.MIYACHI) |
| 2025年6月9日   | How Much Degrees             |

### アルバム
|   | 発売日        | タイトル            | 順位 |
| - | ------------- | ------------------- | ---- |
|   | 2012年6月15日 | THE S               | -    |
| 1 | 2018年8月29日 | UNCHAINED           | 11位 |
| 2 | 2022年3月16日 | Stay Wild And Young | 45位 |

### 参加作品
| 発売日         | 曲名 | 収録作品                                                                      |
| -------------- | --- | ----------------------------------------------------------------------------- |
| 2009年12月2日  | I Like It feat. SWAY                                                                                             | 宏実『HOT CHOCOLATE』                                                         |
| 2011年1月12日  | Magic feat. SWAY                                                                                                 | 宏実『MAGIC』                                                                 |
| 2011年1月12日  | Superwoman feat. SWAY                                                                                            | 宏実『MAGIC』                                                                 |
| 2013年2月27日  | Cazal feat. SWAY & YOU THE ROCK☆                                                                                 | DJ KEN WATANABE 「Cazal feat. SWAY & YOU THE ROCK☆」                          |
| 2013年8月7日   | Summer Vacation feat. SWAY                                                                                       | KLOOZ「Summer Vacation feat. SWAY」                                           |
| 2014年3月5日   | Signal Fire feat. SWAY                                                                                           | THE SECOND from EXILE『THE II AGE』                                           |
| 2014年3月5日   | Movie Star feat. SWAY                                                                                            | SUPER SONIC『SCRATCH YOUR WORLD』                                             |
| 2014年3月26日  | S.A.K.U.R.A. | 三代目 J Soul Brothers from EXILE TRIBE「S.A.K.U.R.A.」                       |
| 2014年4月9日   | Amazing Girl feat. SWAY                                                                                          | 佐藤広大『Magic Carpet Ride』                                                 |
| 2014年6月4日   | BACK TO THE FUTURE / EXILE SHOKICHI feat. VERBAL (m-flo) & SWAY                                                  | EXILE SHOKICHI「BACK TO THE FUTURE」                                          |
| 2014年6月4日   | THE ANTHEM / EXILE SHOKICHI, DOBERMAN INC, SWAY, ELLY (三代目 J Soul Brothers from EXILE TRIBE)                  | EXILE SHOKICHI「BACK TO THE FUTURE」                                          |
| 2014年6月11日  | LIGHTS | SWAY × HIYADAM「LIGHTS」                                                      |
| 2014年6月18日  | Organ Donor 〜OFF DA HOOK〜 / DJ MAKIDAI feat. GENERATIONS from EXILE TRIBE & SWAY                               | DJ MAKIDAI from EXILE『EXILE TRIBE PERFECT MIX』                              |
| 2014年8月6日   | Pop!! feat. SHUN, SWAY, KLOOZ / KEN THE 390                                                                      | V.A.『DREAM BOY BEST MIX vol.1- MIXED BY DJ HIRORON』                         |
| 2014年10月22日 | ロック・ザ・パーティー feat. SWAY, Staxx T(CREAM), APOLLO, 寿君, KIRA                                            | 下拓「ロック・ザ・パーティー feat. SWAY, Staxx T(CREAM), APOLLO, 寿君, KIRA」 |
| 2014年12月10日 | WANNA SAY feat. SWAY & MATT CAB                                                                                  | JOLLY-TIP a.k.a DJ KEIZI「WANNA SAY feat. SWAY & MATT CAB」                   |
| 2015年1月14日  | ONE feat. SWAY & 佐藤広大                                                                                        | JOLLY-TIP a.k.a DJ KEIZI『JOLLY-TIP STORY』                                   |
| 2015年5月20日  | Call Your Name feat. SWAY                                                                                        | Matt Cab「Call Your Name feat. SWAY」                                         |
| 2015年9月9日   | オレノジカン (feat. SWAY)                                                                                        | MAD「オレノジカン (feat. SWAY)」                                              |
| 2015年9月16日  | REVOLUTION (PKCZ Remix feat. SWAY)                                                                               | Crystal Kay feat. 安室奈美恵「REVOLUTION」                                    |
| 2015年9月16日  | ハートブレイカー feat. SWAY                                                                                      | 青山テルマ『GRAY SMOKE』                                                      |
| 2016年4月27日  | Rock City feat. SWAY & Crystal Kay                                                                               | EXILE SHOKICHI『THE FUTURE』                                                  |
| 2016年6月15日  | MIGHTY WARRIORS / PKCZ® feat. CRAZYBOY, ANARCHY, SWAY, MIGHTY CROWN (MASTA SIMON & SAMI-T                        | V.A.『HiGH&LOW ORIGINAL BEST ALBUM』                                          |
| 2016年6月15日  | FUNK JUNGLE / ANARCHY, SWAY & CRAZYBOY                                                                           | V.A.『HiGH&LOW ORIGINAL BEST ALBUM』                                          |
| 2016年6月15日  | BBFL / SWAY & ANARCHY                                                                                            | V.A.『HiGH&LOW ORIGINAL BEST ALBUM』                                          |
| 2017年2月24日  | CLAPTIME feat. ANARCHY, VERBAL, SWAY, DABO                                                                       | CRAZYBOY『NEOTOKYO EP』                                                       |
| 2017年8月2日   | Beauty Mark feat. 登坂広臣, SWAY                                                                                 | PKCZ『360° ChamberZ』                                                         |
| 2017年8月2日   | MIGHTY WARRIORS (ALBUM Ver) feat. Afrojack, CRAZYBOY, ANARCHY, SWAY, MIGHTY CROWN (MASTA SIMON&SAMI-T)           | PKCZ『360° ChamberZ』                                                         |
| 2017年8月30日  | Baby Baby Baby feat. SWAY                                                                                        | 佐藤広大「Baby Baby Baby feat. SWAY」                                         |
| 2017年10月25日 | DREAM BOYS | MIGHTY WARRIORS『HiGH&LOW THE MIGHTY WARRIORS』                               |
| 2017年10月25日 | GOOD LIFE | MIGHTY WARRIORS『HiGH&LOW THE MIGHTY WARRIORS』                               |
| 2018年1月19日  | ALIVE feat. SWAY                                                                                                 | CRAZYBOY『NEOTOKYO III EP』                                                   |
| 2018年9月19日  | Kissing Pt.2 feat. SWAY                                                                                          | CREAM 『Sounds Good』                                                         |
| 2019年1月19日  | RUN 100 feat. 加藤ミリヤ & SWAY                                                                                  | RUN THE FLOOR「RUN 100 feat. 加藤ミリヤ & SWAY」                              |
| 2019年11月6日  | SUPERSTAR / EXILE SHOKICHI & SWAY & 佐藤広大                                                                     | V.A.『ANOTHER VOICE -Full Of Harmony Tribute Album-』                         |
| 2020年8月5日   | Speedin’ feat. MC TYSON, SWAY, R-指定                                                                            | AK-69『LIVE : live』                                                          |
| 2020年9月1日   | DANCE PARTY Part 2〜Music Bird〜                                                                                 | 『中学校の現代的なリズムのダンス授業 〜レクチャームービー〜』                 |
| 2021年8月6日   | Warriors Anthem                                                                                                  | MIGHTY WARRIORS「Warriors Anthem」                                            |
| 2021年9月15日  | 今夜 涙じゃ帰れない                                                                                              | 純烈「君がそばにいるから」                                                    |
| 2021年10月13日 | CRUSH ON YOU feat. SWAY                                                                                          | 加藤ミリヤ『WHO LOVES ME』                                                    |
| 2021年10月16日 | キャモン！ | ABEMAオリジナルシリーズドラマ「JAM -the drama-」ミュージックカード            |
| 2022年7月29日  | IDGAF Remix(feat. SWAY)                                                                                          | CrazyBoy『NEOTOKYO V EP』                                                     |
| 2022年11月4日  | ぽっぷしゃんぱん (feat. SWAY & CHEHON) [2日酔いRemix]                                                            | t-Ace「ぽっぷしゃんぱん (feat. SWAY & CHEHON) [2日酔いRemix]」                |
| 2023年11月15日 | Dinner Time Jazz feat. SWAY                                                                                      | SHO HENDRIX『DOZEN ROSES』                                                    |
| 2024年4月3日   | 4 y'all feat. SWAY                                                                                               | claquepot「4 y'all feat. SWAY」                                               |
| 2024年10月30日 | ゲット・オン・ザ・風呂 feat. SWAY, DJシーナ (CV:久野美咲), ウィンディ (CV:井口裕香) (DJ DARUMA from PKCZ® Remix) | 木梨憲武『木梨ソウル』                                                        |

### タイアップ
| 曲名    | タイアップ                                         |
| ------- | -------------------------------------------------- |
| ON FIRE | 日本テレビ系『HiGH&LOW THE WORST EPISODE.O』劇中歌 |

## ライブ
- 2018年12月12日：東京・STUDIO COAST
- 2019年01月27日：大阪・Zepp Osaka Bayside

- 4月2日：東京・ステラボール（新型コロナウイルスによる政府の自粛要請に従い中止）[38]

- 5月9日：愛知・DIAMOND HALL
- 5月13日：大阪・なんばhatch
- 5月30日：東京・Zepp Haneda（TOKYO）

### 配信
- SWAY / KAZUKI SOLO ONLINE LIVE「DESTINY -S.O.L-」（2020年11月21日）[39]

## 出演

### テレビドラマ
- シュガーレス（2012年10月 - 12月、日本テレビ） - 盛田イサミ 役
- 仮面ティーチャー（2013年7月 - 9月、日本テレビ） - 犬神二郎 役
- 戦力外捜査官 SPECIAL（2015年3月21日、日本テレビ） - 徳井哲平（ポンジャラ） 役
- ワイルド・ヒーローズ（2015年4月 - 6月、日本テレビ） - 徳井哲平（ポンジャラ） 役
- HiGH&LOW〜THE STORY OF S.W.O.R.D.〜（2015年10月 - 12月、日本テレビ） - PEARL 役[40]
  - HiGH&LOW Season2（2016年4月 - 6月）
- KISSしたい睫毛（2018年3月、フジテレビ） - 西城利光 役
- ペンション・恋は桃色（2020年1月 - 2月、フジテレビ） - マサト 役
- 来世ではちゃんとします2（2021年8月 - 9月、テレビ東京） - 白木史敏 役[41]
- おしゃ家ソムリエおしゃ子!2（2021年10月 - 12月、テレビ東京） - 本能寺正直 役[42]
- ドロップ（2023年6月 - 8月、WOWOW） - ヒデ 役[43]
- 何かおかしい2 第11話（2023年6月14日、テレビ東京） - 宮崎力也 役
- そんな家族なら捨てちゃえば?（2024年7月19日 - 10月4日、関西テレビ） - 荻野慎也 役[44]

### 映画
- アラグレ（2013年） - 山口悟志 役
  - アラグレⅡ ROPPONGI v.s. SHIBUYA（2014年）
- クローズEXPLODE（2014年） - 角住賢一 役
- ホットロード（2014年） - 赤根 役
- ROAD TO HiGH&LOW（2016年） - PEARL 役 
  - HiGH&LOW THE MOVIE（2016年）
  - HiGH&LOW THE MOVIE 2 / END OF SKY（2017年）
  - HiGH&LOW THE MOVIE 3 / FINAL MISSION（2017年)
- jam（2018年） - 港町 役
- MANRIKI（2019年） - ヒモ男 役[45]
- リスタート（2021年） - 大輝 役[46]
- 私はいったい、何と闘っているのか（2021年）- 梅垣 役[47]
- サイレントラブ（2024年）[48]

### 舞台
- 方南ぐみ×劇団EXILE「あたっくNo.1」（2012年8月 - 9月）
- BS-TBS収穫祭（2012年11月）
- 劇団EXILE公演
  - 「SADAKO 〜誕生悲話〜」（2013年5月）
  - 「あたっくNo.1」（2013年8月 - 9月）
    - 劇団EXILE あたっくNo.1スピンオフ朗読劇「眉毛一族の陰謀」（2014年4月）

  - 「THE 面接」（2014年7月）
- カルセオラリア（2014年4月）
- 方南ぐみ企画公演朗読劇「逢いたくて…」（2016年9月18日）
- 勇者のために鐘は鳴る（2020年1月 - 2月） - 半蔵 役 [49]
- BOOK ACT
  - 「芸人交換日記」（2020年2月）[50]
  - 「僕らは人生で一回だけ魔法が使える」（2023年1月）[51]

### 配信ドラマ
- JAM -the drama-（2021年8月 - 10月、ABEMA） - 港町タカシ 役[52]
- ケジメつけさせてもらいます。元ヤン弁護士 東矢斎（2025年7月、めちゃコミック）[53]

### テレビ番組
- EXILE TRIBE 男旅（2014年5月 - 2023年、UHB）[54][55]
- Tune（2017年11月 - 、フジテレビ） - MC[56]
- フリースタイル日本統一（2025年4月 - 、テレビ朝日） - MC[57]

### 配信番組
- 徹・SWAYのゴイスーな人が集まるBar（2022年11月 - 、OPENREC.tv）[58]

### アニメ
- 『HiGH&LOW g-sword』アニメーションDVD付き特装版 フラッシュアニメ（2017年） - パール 役

### CM
- 洋服の青山「夏スーツ」篇 （2016年）[59]

### 広告
- バニラエア 函館PRポスター（2017年）[60]
- Reebok（2017年秋冬）[61]
- AdamHavve by schopfung 2018 Spring / Summer「SUPERNATURAL POWER」Brand Promotion Video（2017年）[62]
- G-Star RAW Japan「G-Star RAW Elwood × N0IR」プロモーションムービー シリーズ（2019年） [63]

### ミュージックビデオ
- 三代目 J Soul Brothers from EXILE TRIBE「S.A.K.U.R.A.」（2014年）
- EXILE SHOKICHI
  - 「BACK TO THE FUTURE」（2014年）
  - 「Underdog」（2018年）[64]
- BIGZAM「I Got a Dream」（2017年）[65]
- 木梨憲武「GG STAND UP!! feat. 松本孝弘」（2019年）[66]

### ランウェイ
- DIESEL日本上陸30周年記念イベント（2016年9月6日）[67]
- Amazon Fashion Week TOKYO 2017 S/S (COTE MER 2017年春夏コレクション)（2016年10月22日）[68] [69]

### その他
- コスメブランド「GENTLE・A・MAN」 - アドバイザー [70]

## 受賞
- 第6回スニーカーベストドレッサー賞 アーティスト部門（2023年）[71]